# A.J. Green (cestista)
Austin Jahn Green, detto A.J. (Cedar Falls, 27 settembre 1999), è un cestista statunitense, professionista nella NBA con i Milwaukee Bucks.

## Carriera
Dopo aver trascorso la carriera universitaria con i Northern Iowa Panthers, nel 2022 si dichiara per il Draft NBA, non venendo tuttavia scelto; il 1º luglio viene firmato dai Milwaukee Bucks con un two-way contract.

## Statistiche

### NCAA
| Anno      | Squadra          | PG | PT | MP   | TC%  | 3P%  | TL%  | RP  | AP  | PRP | SP  | PP   |
| --------- | ---------------- | -- | -- | ---- | ---- | ---- | ---- | --- | --- | --- | --- | ---- |
| 2018-2019 | N. Iowa Panthers | 34 | 34 | 29,9 | 41,0 | 34,8 | 86,4 | 3,0 | 2,3 | 0,6 | 0,1 | 15,0 |
| 2019-2020 | N. Iowa Panthers | 31 | 31 | 34,8 | 41,6 | 39,1 | 91,7 | 3,0 | 3,0 | 0,7 | 0,0 | 19,7 |
| 2020-2021 | N. Iowa Panthers | 3  | 3  | 36,3 | 46,4 | 40,7 | 66,7 | 5,7 | 2,7 | 1,3 | 0,7 | 22,3 |
| 2021-2022 | N. Iowa Panthers | 31 | 31 | 36,5 | 41,0 | 38,8 | 91,5 | 3,7 | 2,5 | 0,8 | 0,0 | 18,8 |
| Carriera  | Carriera         | 99 | 99 | 33,7 | 41,4 | 37,8 | 90,0 | 3,3 | 2,6 | 0,7 | 0,1 | 17,9 |

#### Massimi in carriera
- Massimo di punti: 35 (2 volte)[4]
- Massimo di rimbalzi: 9 (3 volte)
- Massimo di assist: 9 vs Tennessee-Martin (19 novembre 2019)
- Massimo di palle rubate: 3 (4 volte)
- Massimo di stoppate: 2 vs Texas-Arlington (10 novembre 2018)
- Massimo di minuti giocati: 45 vs Loyola-Chicago (15 febbraio 2020)

### NBA

#### Regular Season
| Anno      | Squadra         | PG  | PT | MP   | TC%  | 3P%  | TL%  | RP  | AP  | PRP | SP  | PP  |
| --------- | --------------- | --- | -- | ---- | ---- | ---- | ---- | --- | --- | --- | --- | --- |
| 2022-2023 | Milwaukee Bucks | 35  | 1  | 9,9  | 42,4 | 41,9 | 100  | 1,3 | 0,6 | 0,2 | 0,0 | 4,4 |
| 2023-2024 | Milwaukee Bucks | 56  | 0  | 11,0 | 42,3 | 40,8 | 89,5 | 1,1 | 0,5 | 0,2 | 0,1 | 4,5 |
| 2024-2025 | Milwaukee Bucks | 73  | 7  | 22,7 | 42,9 | 42,7 | 81,5 | 2,4 | 1,5 | 0,5 | 0,1 | 7,4 |
| Carriera  | Carriera        | 164 | 8  | 16,0 | 42,7 | 42,1 | 86,0 | 1,7 | 1,0 | 0,3 | 0,1 | 5,8 |

#### Playoffs
| Anno     | Squadra         | PG | PT | MP   | TC%  | 3P%  | TL%  | RP  | AP  | PRP | SP  | PP   |
| -------- | --------------- | -- | -- | ---- | ---- | ---- | ---- | --- | --- | --- | --- | ---- |
| 2024     | Milwaukee Bucks | 6  | 0  | 11,2 | 37,5 | 18,2 | 100  | 1,5 | 0,3 | 0,0 | 0,0 | 2,8  |
| 2025     | Milwaukee Bucks | 5  | 1  | 27,0 | 46,2 | 51,4 | 50,0 | 2,8 | 2,0 | 0,0 | 0,2 | 11,0 |
| Carriera | Carriera        | 11 | 1  | 18,4 | 43,6 | 43,5 | 80,0 | 2,1 | 1,1 | 0,0 | 0,1 | 6,5  |

#### Massimi in carriera
- Massimo di punti: 27 vs Minnesota Timberwolves (8 febbraio 2024)[5]
- Massimo di rimbalzi: 5 (3 volte)
- Massimo di assist: 4 vs Miami Heat (24 febbraio 2023)
- Massimo di palle rubate: 1 (13 volte)
- Massimo di stoppate: 1 (4 volte)
- Massimo di minuti giocati: 28 vs Philadelphia 76ers (14 marzo 2024)

### G League
| Anno      | Squadra        | PG | PT | MP   | TC%  | 3P%  | TL% | RP  | AP  | PRP | SP  | PP   |
| --------- | -------------- | -- | -- | ---- | ---- | ---- | --- | --- | --- | --- | --- | ---- |
| 2022-2023 | Wisconsin Herd | 15 | 13 | 31,9 | 49,6 | 42,9 | 100 | 4,9 | 3,1 | 0,8 | 0,1 | 20,7 |
| 2023-2024 | Wisconsin Herd | 1  | 1  | 27,3 | 40,0 | 57,1 | -   | 3,0 | 3,0 | 0,0 | 0,0 | 12,0 |
| Carriera  | Carriera       | 16 | 14 | 31,6 | 49,2 | 43,5 | 100 | 4,8 | 3,1 | 0,8 | 0,1 | 20,1 |

## Palmares
- NBA In-Season Tournament: 1

Milwaukee Bucks: 2024